# Okręg wyborczy nr 30 do Senatu Rzeczypospolitej Polskiej
Okręg wyborczy nr 30 do Senatu Rzeczypospolitej Polskiej obejmuje obszar powiatów chrzanowskiego, myślenickiego, oświęcimskiego, suskiego i wadowickiego (województwo małopolskie). Wybierany jest w nim 1 senator na zasadzie większości względnej.
Utworzony został w 2011 na podstawie Kodeksu wyborczego. Po raz pierwszy zorganizowano w nim wybory 9 października 2011. Wcześniej obszar okręgu nr 30 należał do okręgu nr 12.
Siedzibą okręgowej komisji wyborczej jest Kraków.

## Reprezentant okręgu
| Rok  | Rok  | Senator       | Komitet wyborczy       |
| ---- | ---- | ------------- | ---------------------- |
|      | 2011 | Andrzej Pająk | Prawo i Sprawiedliwość |
| 2015 |      | Andrzej Pająk | Prawo i Sprawiedliwość |
| 2019 |      | Andrzej Pająk | Prawo i Sprawiedliwość |
| 2023 |      | Andrzej Pająk | Prawo i Sprawiedliwość |

## Wyniki wyborów
Symbolem „●” oznaczono senatorów ubiegających się o reelekcję.

### Wybory parlamentarne 2011
| Kandydat                                                                                      | Kandydat             | Komitet wyborczy                           | Głosów | Głosów | Głosów |
| Kandydat                                                                                      | Kandydat             | Komitet wyborczy                           | Liczba | %      | +/–    |
| --------------------------------------------------------------------------------------------- | -------------------- | ------------------------------------------ | ------ | ------ | ------ |
|                                                                                               | Andrzej Pająk        | Prawo i Sprawiedliwość                     | 92 779 | 38,01  | –      |
|                                                                                               | Stanisław Bisztyga ● | Platforma Obywatelska RP                   | 92 697 | 37,97  | –      |
|                                                                                               | Marek Drożdż         | Sojusz Lewicy Demokratycznej               | 28 470 | 11,66  | –      |
|                                                                                               | Bogusław Mąsior      | KWW Unia Prezydentów – Obywatele do Senatu | 20 516 | 8,40   | –      |
|                                                                                               | Krzysztof Zgrzywa    | Prawica                                    | 9 652  | 3,95   | –      |
| Frekwencja: 49,35% Liczba głosów ważnych: 244 114 (96,44%) Źródło: Państwowa Komisja Wyborcza |                      |                                            |        |        |        |

● Stanisław Bisztyga reprezentował w Senacie VII kadencji (2007–2011) okręg nr 12.

### Wybory parlamentarne 2015
| Kandydat                                                                                      | Kandydat           | Komitet wyborczy                        | Głosów  | Głosów | Głosów |
| Kandydat                                                                                      | Kandydat           | Komitet wyborczy                        | Liczba  | %      | +/–    |
| --------------------------------------------------------------------------------------------- | ------------------ | --------------------------------------- | ------- | ------ | ------ |
|                                                                                               | Andrzej Pająk ●    | Prawo i Sprawiedliwość                  | 141 283 | 52,66  | +14,65 |
|                                                                                               | Stanisław Bisztyga | Platforma Obywatelska RP                | 86 675  | 32,31  | –5,66  |
|                                                                                               | Dariusz Chmiel     | „Obywatelski KWW Polskie Rodziny Razem” | 40 340  | 15,04  | –      |
| Frekwencja: 54,46% Liczba głosów ważnych: 268 298 (95,71%) Źródło: Państwowa Komisja Wyborcza |                    |                                         |         |        |        |

### Wybory parlamentarne 2019
| Kandydat                                                                                      | Kandydat        | Komitet wyborczy                           | Głosów  | Głosów | Głosów |
| Kandydat                                                                                      | Kandydat        | Komitet wyborczy                           | Liczba  | %      | +/–    |
| --------------------------------------------------------------------------------------------- | --------------- | ------------------------------------------ | ------- | ------ | ------ |
|                                                                                               | Andrzej Pająk ● | Prawo i Sprawiedliwość                     | 179 338 | 57,90  | +5,24  |
|                                                                                               | Maciej Koźbiał  | KKW Koalicja Obywatelska PO .N iPL Zieloni | 130 397 | 42,10  | +9,79  |
| Frekwencja: 62,86% Liczba głosów ważnych: 309 735 (96,83%) Źródło: Państwowa Komisja Wyborcza |                 |                                            |         |        |        |

### Wybory parlamentarne 2023
| Kandydat                                                                                      | Kandydat           | Komitet wyborczy                                                           | Głosów  | Głosów | Głosów |
| Kandydat                                                                                      | Kandydat           | Komitet wyborczy                                                           | Liczba  | %      | +/–    |
| --------------------------------------------------------------------------------------------- | ------------------ | -------------------------------------------------------------------------- | ------- | ------ | ------ |
|                                                                                               | Andrzej Pająk ●    | Prawo i Sprawiedliwość                                                     | 152 526 | 41,94  | –15,96 |
|                                                                                               | Krzysztof Klęczar  | KKW Trzecia Droga Polska 2050 Szymona Hołowni – Polskie Stronnictwo Ludowe | 146 423 | 40,26  | –      |
|                                                                                               | Dawid Łukajczyk    | Konfederacja Wolność i Niepodległość                                       | 36 911  | 10,15  | –      |
|                                                                                               | Zbigniew Burzyński | Wolni i Solidarni                                                          | 18 625  | 5,12   | –      |
|                                                                                               | Piotr Graczyk      | KWW Ruchu Dobrobytu i Pokoju                                               | 9166    | 2,52   | –      |
| Frekwencja: 75,16% Liczba głosów ważnych: 363 651 (98,23%) Źródło: Państwowa Komisja Wyborcza |                    |                                                                            |         |        |        |